# Metallothioneine
Metallothioneine (MT) sind eine Familie kleiner cytoplasmatischer Proteine, die die Fähigkeit besitzen, Schwermetalle zu binden. Sie kommen in fast allen Tieren und Pflanzen sowie in einigen Prokaryoten vor und zeichnen sich durch das Fehlen aromatischer Aminosäuren und einen außergewöhnlich hohen Cystein-Gehalt von ca. 30 % aus. Die ersten MT wurden 1957 aus Pferdeniere isoliert.
Die Aufgabe der MT im Organismus ist nicht vollständig geklärt, jedoch gibt es Hinweise darauf, dass sie an der Beseitigung giftiger Metalle (vor allem Cadmium, aber auch Quecksilber, Silber) beteiligt sind. Einige Autoren halten es auch für möglich, dass sie regulatorische Funktionen für physiologische Metalle wie Kupfer und Zink innehaben, auch ihre Rolle als  Teil eines Schutzmechanismus gegen oxidativen Stress wird diskutiert.
Im Menschen werden vier Isoformen exprimiert, in großen Mengen vor allem in Leber und Nieren.

## Struktur und Klassifikation
Die Proteine sind mit 3,5 bis 14 kDa relativ klein. Die Aminosäuresequenz enthält charakteristische Cys-Cys- oder Cys-X-Cys-Motive.

### Primärstruktur
Metallothioneine werden anhand der Primärstruktur in unterschiedlicher Weise in Klassen eingeteilt. Die Einteilung in drei Klassen nach Fowler et al. (1987) umfasst die Klasse-I-MT, die dem Pferdenierenprotein homolog sind, die Klasse-II-MT ohne diese Homologien und Klasse-III-MT, die den pflanzlichen Phytochelatinen entsprechen. Phytochelatine sind enzymatisch synthetisierte Cystein-reiche Peptide, die inzwischen nicht mehr zu den MT gezählt werden.
Binz und Kagi etablierten 2001 ein neues System, das sowohl taxonomische Gesichtspunkte, als auch Merkmale der Cysteinverteilung innerhalb des Polypeptids berücksichtigt. Die 15 Klassen sind in der nachfolgenden Tabelle angegeben. Die pflanzlichen Metallothioneine (Klasse 15) sind von Cobbet und Goldsborough in 2002 anhand der intramolekularen Cystein-Verteilung weiter in vier Unterklassen eingeteilt worden.
| Familie                          | Sequenzmuster                                                                          | Beispiel               |
| -------------------------------- | -------------------------------------------------------------------------------------- | ---------------------- |
| 1. Wirbeltiere                   | K-x(1,2)-C-C-x-C-C-P-x(2)-C                                                            | M. musculus MT1        |
| 2. Weichtiere                    | C-x-C-x(3)-C-T-G-x(3)-C-x-C-x(3)-C-x-C-K                                               | M. edulis 10MTIV       |
| 3. Krebstiere                    | P-[GD)-P-C-C-x(3,4)-C-x-C                                                              | H. americanus MTH      |
| 4. Stachelhäuter                 | P-D-x-K-C-[V,F)-C-C-x(5)-C-x-C-x(4)- C-C-x(4)-C-C-x(4,6)-C-C                           | S. purpuratus SpMTA    |
| 5. Diptera                       | C-G-x(2)-C-x-C-x(2)-Q-x(5)-C-x-C-x(2)D-C-x-C                                           | D. melanogaster MTNB   |
| 6. Nematoden                     | K-C-C-x(3)-C-C                                                                         | C. elegans MT1         |
| 7. Ciliaten                      | x-C-C-C-x ?                                                                            | T.termophila MTT1      |
| 8. Pilze 1                       | C-G-C-S-x(4)-C-x-C-x(3,4)-C-x-C-S-x-C                                                  | N. crassa MT           |
| 9. Pilze 2                       | ---                                                                                    | C. glabrata MT2        |
| 10. Pilze 3                      | ---                                                                                    | C. glabrata MT2        |
| 11. Pilze 4                      | C-X-K-C-x-C-x(2)-C-K-C                                                                 | Y. lipolitica MT3      |
| 12. Pilze 5                      | ---                                                                                    | S. cerevisiae CUP1     |
| 13. Pilze 6                      | ---                                                                                    | S. cerevisiae CRS5     |
| 14. Prokaryoten                  | K-C-A-C-x(2)-C-L-C                                                                     | Synechococcus sp. SmtA |
| 15.1. Pflanzen MTs Typ 1         | C-X-C-X(3)- C-X-C-X(3)- C-X-C-X(3)-Spacer- C-X-C-X(3)- C-X-C-X(3)- C-X-C-X(3)          | Pisum sativum MT       |
| 15.2. Pflanzen MTs Typ 2         | C-C-X(3)-C-X-C-X(3)- C-X-C-X(3)- C-X-C-X(3)-Spacer- C-X-C-X(3)- C-X-C-X(3)- C-X-C-X(3) | L. esculentum MT       |
| 15.3. Pflanzen MTs Typ 3         | ---                                                                                    | A. thaliana MT3        |
| 15.4. Pflanzen MTs Typ 4 oder EC | C-x(4)-C-X-C-X(3)-C-X(5)-C-X-C-X(9,11)-HTTCGCGEHC- X-C-X(20)-CSCGAXCNCASC-X(3,5)       | T. aestium MT          |

### Sekundärstrukturen
Sekundärstrukturen wurden bei den Metallothioneinen SmtA aus Syneccochoccus, MT3 aus Wirbeltieren, SpMTA aus Stachelhäutern, MT aus dem Fisch Notothenia Coriiceps und MTH aus Krebstieren beobachtet. Das Auftreten der Sekundärstrukturen wird aber als selten angenommen und die Funktion ist nicht bekannt.

### Tertiärstrukturen
Das Auftreten von Tertiärstrukturen ist ebenfalls sehr heterogen. In Wirbeltieren, Stachelhäutern und Krebstieren zeigt das Protein mit divalenten Metallionen eine Struktur mit 2 Domänen, in Hefe und Prokaryoten jedoch nur eine Domäne.

### Quartärstrukturen
Quartärstrukturen wurden bislang wenig beachtet. Dimerisierungs- und Oligomerisierungsprozesse sind durch verschiedene molekulare Mechanismen erklärbar: Ausbildung von Disulfidbrücken zwischen den Molekülen, Ausbildung von Bindungen zwischen bereits gebundenen Metallen unterschiedlicher MT, Bindung eines gebundenen Metallions an ein Histidin-Rest oder durch Interaktion von anorganischen Phosphationen.
Eine alternative funktionelle Klassifizierung der MT anhand ihrer Bindungsspezifität wird derzeit entwickelt.

## Funktion

### Bindung von Metallen
Metallothioneine besitzen die Fähigkeit, giftige Schwermetalle wie Quecksilber zu binden, sodass diese nicht mehr ihre schädliche Wirkung entfalten können. In hohen Konzentrationen bilden sich MT-Kristalle oder Einschlusskörperchen (inclusion bodies), die in Geweben akkumulieren können.
MTs sind möglicherweise auch an der Aufnahme, dem Transport und der Regulation des physiologischen Metallions Zink beteiligt. Die Bindungsstellen sind gewöhnlich cysteinreich, und binden oft drei oder vier Zink-Ionen. In manchen MTs sind auch Histidin-Reste an der Bindung beteiligt. Durch Binden und Freisetzen der Zinkionen wird die Konzentration des Ions im Organismus reguliert. Zink fungiert als Aktivator von Transkriptionsfaktoren (Zinkfinger). Der Transport von Zinkionen in verschiedene Kompartimente kann auch als Signalweg verstanden werden – in Neuronen im Gehirn findet Zink-Signaling innerhalb und zwischen den Zellen statt.

### Oxidativer Stress
Cystein-Reste können reaktive Sauerstoffspezies wie das Hydroxylradikal und das Superoxidanion binden und so unschädlich machen. Cystein wird dabei zu Cystin oxidiert und die gebundenen Metalle werden freigesetzt.